# Pizarra
Pizarra – gmina w Hiszpanii, w prowincji Malaga, w Andaluzji, o powierzchni 63,61 km². W 2011 roku gmina liczyła 9269 mieszkańców.
W miejscowości jest stacja kolejowa Pizarra.